# Haute Cour de Singapour
La Haute Cour de Singapour (anglais : High Court of the Republic of Singapore) est la chambre basse de la Cour suprême de Singapour, la haute étant la Cour d'appel de Singapour (Court of Appeal of Singapore). Elle est constituée d'un juge en chef et de juges affectés à la Cour suprême. Des commissaires judiciaires sont régulièrement appointés pour aider les juges dans l'exercice de leurs fonctions. Il existe également deux cours spécialisées, la Cour de l'Amirauté (Admiralty Court) la Cour de la propriété intellectuelle (Intellectual Property Court). La Haute Cour est abritée par le même immeuble que la Cour suprême.
La Haute Cour peut entendre des causes civiles dont le montant en jeu dépasse les 250 000 S$. Dans le cas d'un héritage, la Haute Cour entendra les plaignants si le montant en jeu excèdede 3 millions S$. De plus, elle entend les causes familiales impliquant des biens dépassant une valeur de 1,5 million S$. Les causes criminelles qui peuvent mener à la peine de mort ou à au moins 10 ans d'emprisonnement sont aussi entendues par la Haute Cour.